# Milieu Hugh Leifson
La lecture du milieu Hugh & Leifson est une méthode microbiologique utilisée pour déterminer le métabolisme glucidique d’une bactérie, c’est‑à‑dire si elle dégrade le glucose par voie oxydative (aérobie) ou fermentative (enzymatique).

## Usage
Détermination de la voie d'attaque des glucides.

## Composition
```
- Tryptone .....................................  2   g
- Bleu de bromothymol .......................... 30   mg
- Chlorure de sodium ...........................  5   g
- Hydrogénophosphate de potassium ..............  0,3 g
- Agar-agar ....................................  2,5 g
```

pH = 7,1

## Préparation
9,8 g par litre. Autoclavage classique. Le glucide à tester est ajouté avant ou après autoclavage à la concentration finale de 10 g par litre.

## Lecture
Ce milieu est utilisé pour la mise en évidence de la voie d'attaque du glucose. L'observation de l'acidification éventuelle sur toute la hauteur du tube ensemencé en piqûre centrale permet de conclure. L'ensemencement de deux tubes dont un recouvert de vaseline stérile est inutile. Certaines bactéries (anaérobies strictes, coques Gram +) cultivent mal sur ce milieu : on lui préférera alors CTA.